# Dolchivespula intermedia
Dolchivespula intermedia är en getingart som beskrevs av Birula. Dolchivespula intermedia ingår i släktet Dolchivespula och familjen getingar. Inga underarter finns listade i Catalogue of Life.